# КАМАЗ-43502

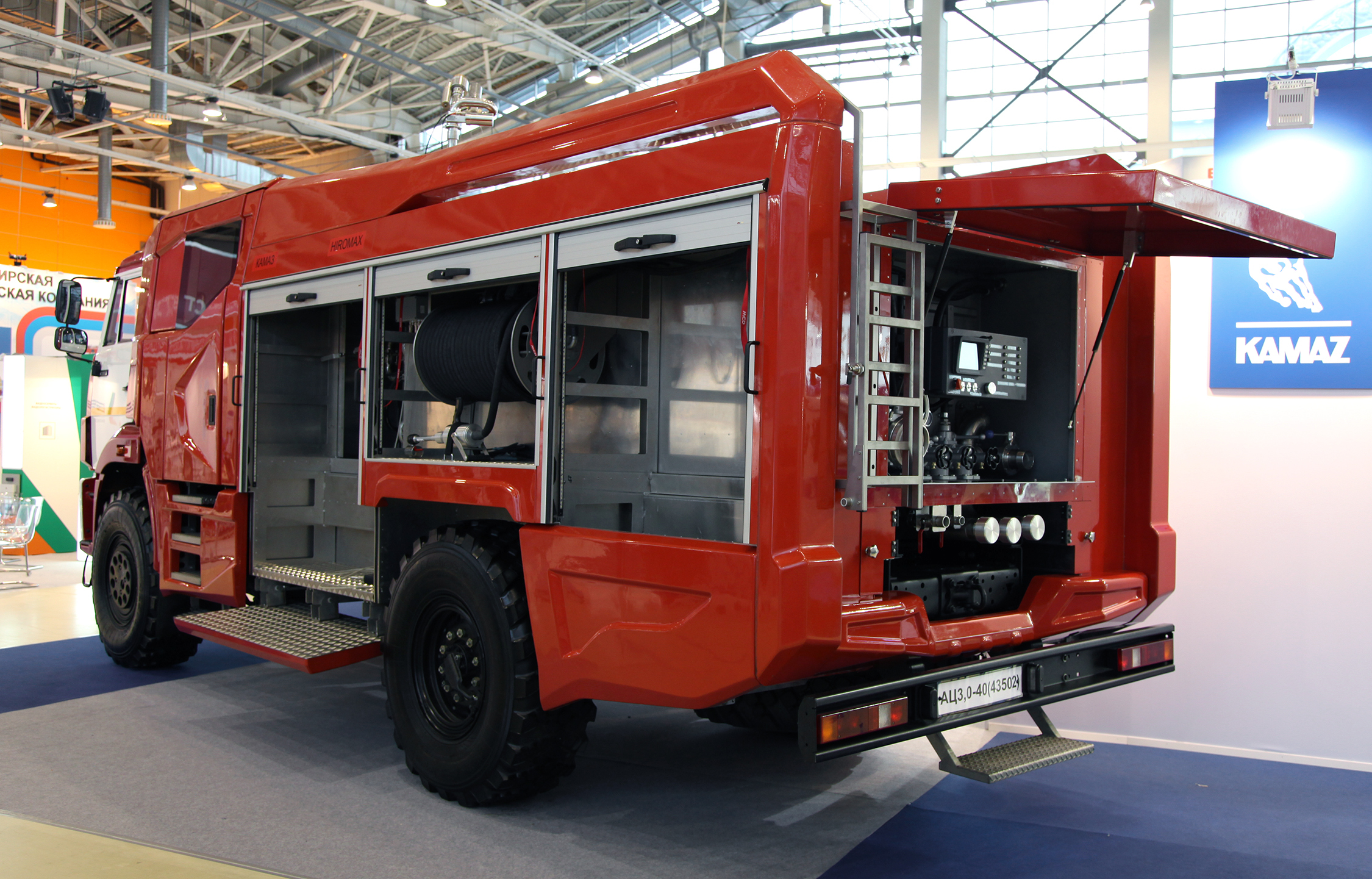
Пожарный автомобиль АЦ 3-40 (вид сзади)

КАМАЗ-43502 — российский крупнотоннажный грузовой автомобиль повышенной проходимости производства Камского автомобильного завода, преемник автомобилей КАМАЗ-4350 и КАМАЗ-43501.

## Описание
Серийное производство автомобиля КАМАЗ-43502 стартовало в 2008 году. С 2013 года, кроме бортового тягача, в семейство входят также автовышки и пожарные автомобили. С 2015 года на шасси КАМАЗ-43502 производится также вахтовый автобус НЕФАЗ-4211.
За всю историю производства на автомобили ставят двигатели собственного производства, но также ещё возможна установка двигателя американского производства Cummins мощностью 275 л. с. и объёмом 6,7 литра. Механическая девятиступенчатая трансмиссия взята от немецкого производителя ZF Friedrichshafen AG.
Модификация с двигателем Cummins, КАМАЗ-43502-15(S4), может перевозить грузы на 300 кг больше. Кабина оборудована спальным местом.